# Timaspis phoenixopodos
Espèce
Timaspis phoenixopodos est une espèce d'insectes hyménoptères de la famille des Cynipidae, de la sous-famille des Cynipinae, de la tribu des Aylacini.

## Biologie
T. phoenixopodos pond au printemps dans les tiges de laitue des vignes lorsque celles-ci sont jeunes. Pour ce faire, les femelles utilisent leur ovipositeur. Les œufs, en éclosant, donnent naissance à une larve qui provoque la formation d'une galle. Après nymphose au sein de la galle, l'insecte parfait ronge la coque et émerge vers le 15 avril.

### Parasitisme
T. phoenixopodos est un parasite de Lactuca viminea. La synchronisation du développement de l'insecte est parfaite avec l'émergence des jeunes pousses de laitue. Timaspis parasite aussi Lactuca serriola.

### Parasitoïde
Les larves sont victimes, à l'intérieur de leur galle, de parasitoïdes des familles telles que :
- Eurytomidae
- Eupelmidae.

## Sources